# Jean Fournet

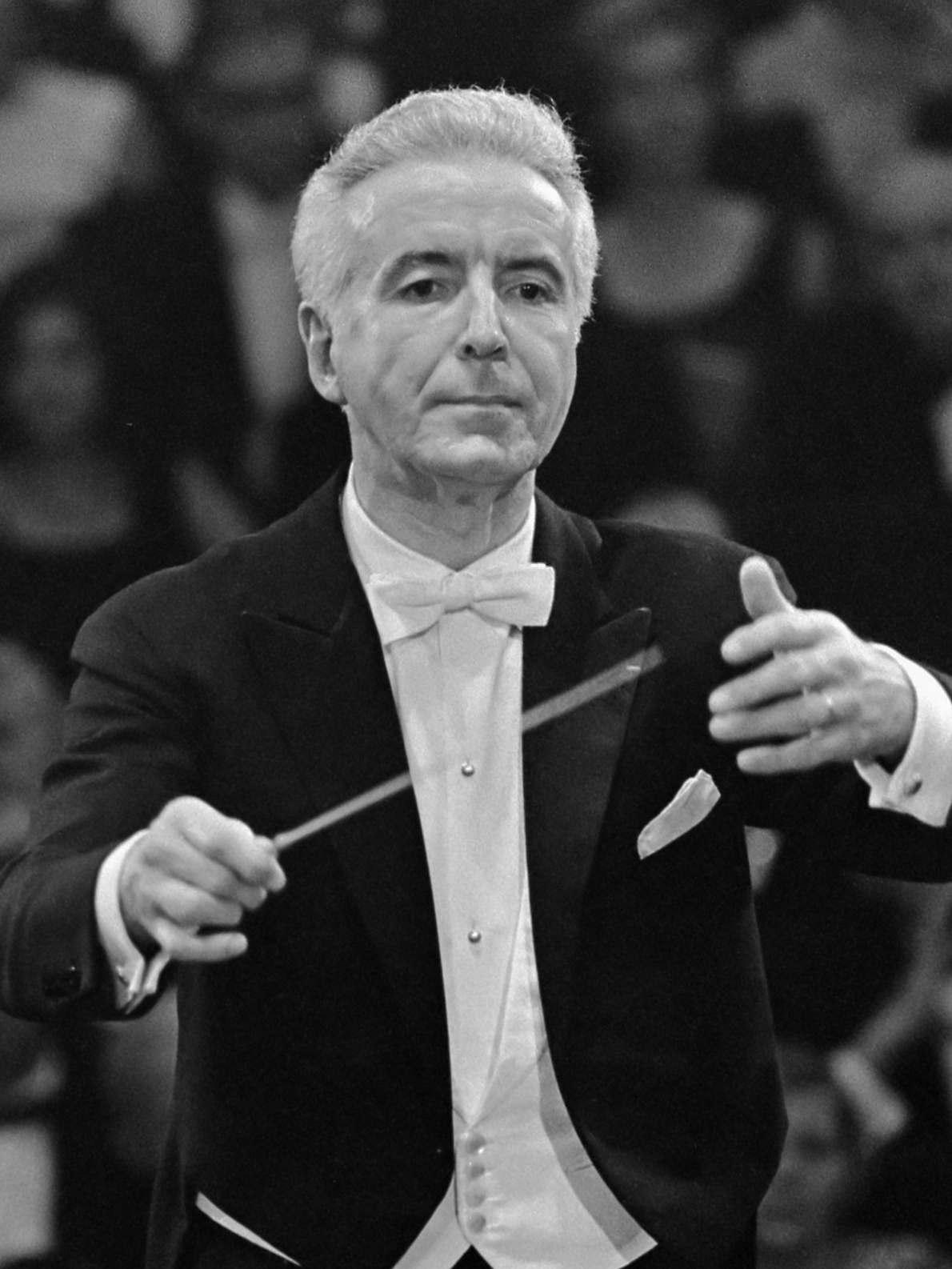
Jean Fournet (1967)

Jean Fournet (Rouen, 14 april 1913 - Hilversum, 3 november 2008) was een Frans dirigent, die veel in Nederland heeft gewerkt.
Zijn eerste muzieklessen kreeg hij van zijn vader, die fluitist was en directeur van de muziekschool in Rouen.
Fournet studeerde fluit en orkestdirectie een het Conservatoire de Paris en debuteerde in 1936 als dirigent in Rouen, waar hij twee jaar later een vaste aanstelling kreeg. In 1940 ging hij naar Marseille, en van 1944 tot 1957 was hij muzikaal leider van de Opéra-Comique in Parijs. Tegelijkertijd doceerde hij orkestdirectie aan de École Normale.
In 1950 stond Fournet voor het eerst voor het Concertgebouworkest in Amsterdam en het Radio Filharmonisch Orkest. In 1958 werd onder zijn leiding de opera Pelléas et Mélisande voor het eerst uitgevoerd in Japan. In 1961 werd hij chef-dirigent van het Radio Filharmonisch Orkest in Nederland, welke positie hij tot 1978 bekleedde. Daarna droeg hij tot zijn overlijden bij dit orkest de titel Chef d'Orchestre Permanent Invité.
Met een geënsceneerde uitvoering van Carl Orffs Carmina Burana en Maurice Ravels L'Heure espagnole debuteerde hij in de Verenigde Staten in 1965 als operadirigent bij de Chicago Lyric Opera. Daarna volgden meerdere uitvoeringen van Franse opera's in deze stad. Bovendien was hij van 1968 tot 1973 chef-dirigent van het Rotterdams Philharmonisch Orkest. Medio jaren zeventig maakte hij de destijds veelbesproken opnamen van onder andere Gabriel Faurés Requiem en van Georges Bizets Les pêcheurs de perles.In 1978 leidde Fournet voor de eerste maal het Tokyo Metropolitan Symphony Orchestra (TMSO), waarvan hij van 1983 tot 1986 vaste dirigent was. In de Metropolitan Opera debuteerde Fournet in 1987 met de opera Samson et Dalila. In 1989 benoemde het TMSO hem tot eredirigent. Na een tournee in Europa in 1988 leidde hij het orkest in 2002 in Peking. Zijn afscheidsconcert met het TMSO gaf hij in 2005.
Fournet maakte veel opnamen van belangrijke werken, waaronder Hector Berlioz' Requiem, La damnation de Faust en de Symphonie fantastique, François Adrien Boieldieus La Dame Blanche, Claude Debussys Nocturnes, La Mer en Ibéria, Camille Saint-Saëns' Samson et Dalila en zijn orgelsymfonie en Jules Massenets Manon, en daarnaast werken van componisten als Ernest Chausson, Bernard Zweers, Hendrik Andriessen en Hans Henkemans.
Miriam Hannecart-Jake, zijn vrouw, is/was hoboïste en althoboïste van Amerikaanse komaf en werd opgeleid aan het Bostonse New England Conservatory en in Parijs; ze speelde vanaf 1977 in het Radio Filharmonisch Orkest en was voorts werkzaam bij het Muziekcentrum van de Omroep. Ze trad ook regelmatig als soliste op bij andere orkesten.
Hij overleed op 95-jarige leeftijd.
- Biblioteca Nacional de España: XX875991
- Bibliothèque nationale de France: cb138940808 (data)
- CiNii: DA11215279
- Gemeinsame Normdatei: 134376129
- International Standard Name Identifier: 0000 0001 0890 2621
- Library of Congress Control Number: n83121784
- Nationale Bibliotheek van Letland: 000177080
- MusicBrainz: 582dcab2-fe35-415d-ba5f-a7e8a9d0ed82
- Bibliotheek van het Japanse parlement: 00967787
- Nationale Bibliotheek van Tsjechië: jn20000601611
- Nationale bibliotheek van Australië: 35369784
- Nationale Bibliotheek van Israël: 987007275782805171
- Nederlandse Thesaurus van Auteursnamen: 103974504
- SNAC: w6vh68gm
- Système universitaire de documentation: 080808999
- Virtual International Authority File: 39561754
- WorldCat: E39PBJtxhyhrGwptYqdjVQCfbd